# Mullivaikkal-Massaker
Das Mullivaikkal-Massaker war die massenhafte Tötung von Zehntausenden sri-lankischen Tamilinnen und Tamilen im Jahr 2009 während der Endphase des Bürgerkriegs in Sri Lanka, welcher im Mai 2009 auf einem schmalen Landstreifen in Mullivaikkal im Distrikt Mullaitivu endete.
Die srilankische Regierung hatte gegen Ende des Krieges eine Waffenstillstandszone in Mullivaikkal eingerichtet. Laut den Vereinten Nationen wurden zwischen 40.000 und 70.000 darin eingeschlossene tamilische Zivilisten vor allem durch das Vorgehen der Sri Lanka Armed Forces, aber auch durch das der Liberation Tigers of Tamil Eelam (LTTE) getötet, wobei die große Mehrheit dieser zivilen Todesopfer auf wahllosen Artilleriebeschuss durch die srilankischen Streitkräfte zurückzuführen ist. Während der Kämpfe beschossen die Sri Lanka Armed Forces das Gebiet massiv, darunter auch Krankenhäuser, das UN-Zentrum und die Umgebung eines Schiffs des Roten Kreuzes, während die LTTE große Teile der Zivilbevölkerung als menschliche Schutzschilde festhielt und dies durch das Erschießen fliehender tamilischer Zivilisten durchsetzte.
In den letzten Tagen des Krieges verübte die Armee Sri Lankas auch wahllose Hinrichtungen von Tamilen– sowohl an Zivilpersonen als auch an Kämpfenden. Massenhafte Tötungen von Zivilisten ereigneten sich insbesondere am 18. Mai 2009, was auch das Ende des Krieges markierte.
Der UN-Bericht beschreibt, wie „ab dem 6. Februar 2009 die srilankische Armee kontinuierlich das Gebiet beschoss, das später zur zweiten Feuerverbotszone wurde – aus allen Richtungen, zu Land, aus der Luft und vom Meer aus. Schätzungen zufolge befanden sich zwischen 300.000 und 330.000 Zivilisten in diesem kleinen Gebiet. Der Angriff der Armee umfasste Luftangriffe, Artillerie mit großer Reichweite, Haubitzen und Mehrfachraketenwerfer (MRBLs) sowie Mörser, Panzerabwehrwaffen und Handfeuerwaffen, teils aus nächster Nähe. MRBLs, die ungelenkte Raketen verwenden, gelten als Flächenwaffen. Ihr Einsatz in dicht besiedelten Gebieten ist wahllos und kann zu einer großen Zahl ziviler Opfer führen.“

## Internationale Reaktionen und Vorwürfe von Kriegsverbrechen
Zahlreiche internationale Organisationen, darunter Amnesty International und Human Rights Watch, warfen der srilankischen Regierung und der LTTE schwere Verstöße gegen das humanitäre Völkerrecht vor, darunter gezielte Angriffe auf Zivilisten, den Einsatz verbotener Waffen und das Aushungern der Bevölkerung durch Blockaden von Hilfslieferungen.
Die UN-Menschenrechtskommission forderte in mehreren Resolutionen unabhängige Untersuchungen zu möglichen Kriegsverbrechen.

## Medienzensur und Einschränkung der Pressefreiheit
Während und nach der Endphase des Krieges wurde unabhängiger Journalismus in Sri Lanka massiv behindert. Internationale und lokale Medien hatten kaum Zugang zu den Kampfzonen. Mehrere Journalisten, die kritisch über das Vorgehen der Regierung berichteten, wurden eingeschüchtert, verhaftet oder ermordet.

## Post-Konflikt-Situation und Aufarbeitung
Bis heute hat es keine umfassende strafrechtliche Verfolgung der Verantwortlichen für das Mullivaikkal-Massaker gegeben. Zwar kündigte die Regierung Sri Lankas mehrfach interne Ermittlungen an, internationale Beobachter kritisieren diese jedoch als unzureichend und nicht unabhängig.
Die tamilische Bevölkerung in den Nord- und Ostprovinzen beklagt bis heute Diskriminierung, fehlende Gerechtigkeit und unzureichende politische Teilhabe.

## Erinnerung und Gedenken
Jährlich am 18. Mai wird der „Mullivaikkal Remembrance Day“ von Tamilen weltweit als Gedenktag an die Opfer des Massakers begangen. In Sri Lanka selbst ist das Gedenken staatlich stark eingeschränkt, insbesondere im Norden des Landes.